# 北岳1943年春季战役
北岳1943年春季战役，中国亦称北岳1943年春季反“辗转扫荡”、北岳区1943年反“辗转扫荡”，是中国抗日战争中中日双方发生的战役。国民革命军第十八集团军作战218次，毁汽车12辆、攻克碉堡5座，缴获迫击炮1门、轻机枪1挺、长短枪13支。